# 弓形子宫
弓形子宫（arcuate uterus），是一类子宫发育先天异常的形式。子宫宫底中央有凹陷，宫壁向宫膜突出。弓形子宫无症状，妊娠后多为横位，表现为宫底凹陷。通常它与子宫纵隔的区别并没有明确标准。

## 病理学
子宫形成于胚胎发育时期的双侧苗勒管融合。在融合过程中，通过创造单房而逐渐消除苗勒管之间的分隔。这一阶段的发育的不完整往往会导致出现弓形子宫。

## 流行学
大多数的子宫畸形研究均基于无法怀孕的女性人群，因此无法解决在通常人群中的流行学问题。通常来说无法怀孕的女性人群中，有5%的人群均发现有弓形子宫，其他类型的分别是子宫纵隔（3%）和双角子宫（0.5%）。

## 临床呈现
对于一些患者而言，如果没有影响到生育，症状是不会被发现。因此一些弓形子宫患者仍然可以正常生育。事实上，没有数据显示弓形子宫与反覆流產有关联。因此，一些弓形子宫情况仅仅是一类形态或症状。
一类观点认为弓形子宫非常可能会引起流产、早产和先露异常。因此一项研究评估子宫失血的女性中有6.5%呈现为弓形子宫，并导致生殖障碍。另一项研究显示弓形子宫会增加胎儿损失和产科并发症爆发的可能性。然而相反的是，一项3D超声波检查法证明弓形子宫与流产危险并无直接关系。

## 诊断
骨盆检查可能无法检测到弓形子宫症状，通常是在生殖障碍情况下才会被发现。
一些科技能够帮助到检测弓形子宫情况，比如经阴道超声检查、宫腔声学造影、子宫输卵管造影术、MRI和宫腔镜检查。

## 治疗
一些患有弓形子宫的患者并没有出现生殖问题，因此无需进行手术。对于一些影响到流产的患者，可以采取宫腔镜电切术进行治愈。

## 鉴别诊断
最主要的鉴别诊断是子宫纵隔，现在在区别弓形子宫和子宫纵隔并无统一的意见。